# Anastasija Harelik
Anastasija Dzmitryjeuna Harelik (biał. Анастасія Дзмітрыеўна Гарэлік; ros. Анастасия Дмитриевна Гарелик, Anastasija Dmitrijewna Garielik; ur. 20 marca 1991 w Mińsku) – białoruska siatkarka, reprezentantka kraju, grająca na pozycji przyjmującej. Od sezonu 2019/2020 występuje w drużynie Leningradka Petersburg.

## Sukcesy klubowe
Mistrzostwo Białorusi:
- 2010
- 2009, 2011
- 2008, 2012, 2013

Puchar Ukrainy:
- 2014

Mistrzostwo Ukrainy:
- 2014

Puchar Rumunii:
- 2015

Mistrzostwo Rosji:
- 2017, 2018

## Sukcesy reprezentacyjne
Liga Europejska:
- 2019